# Pondoland
.

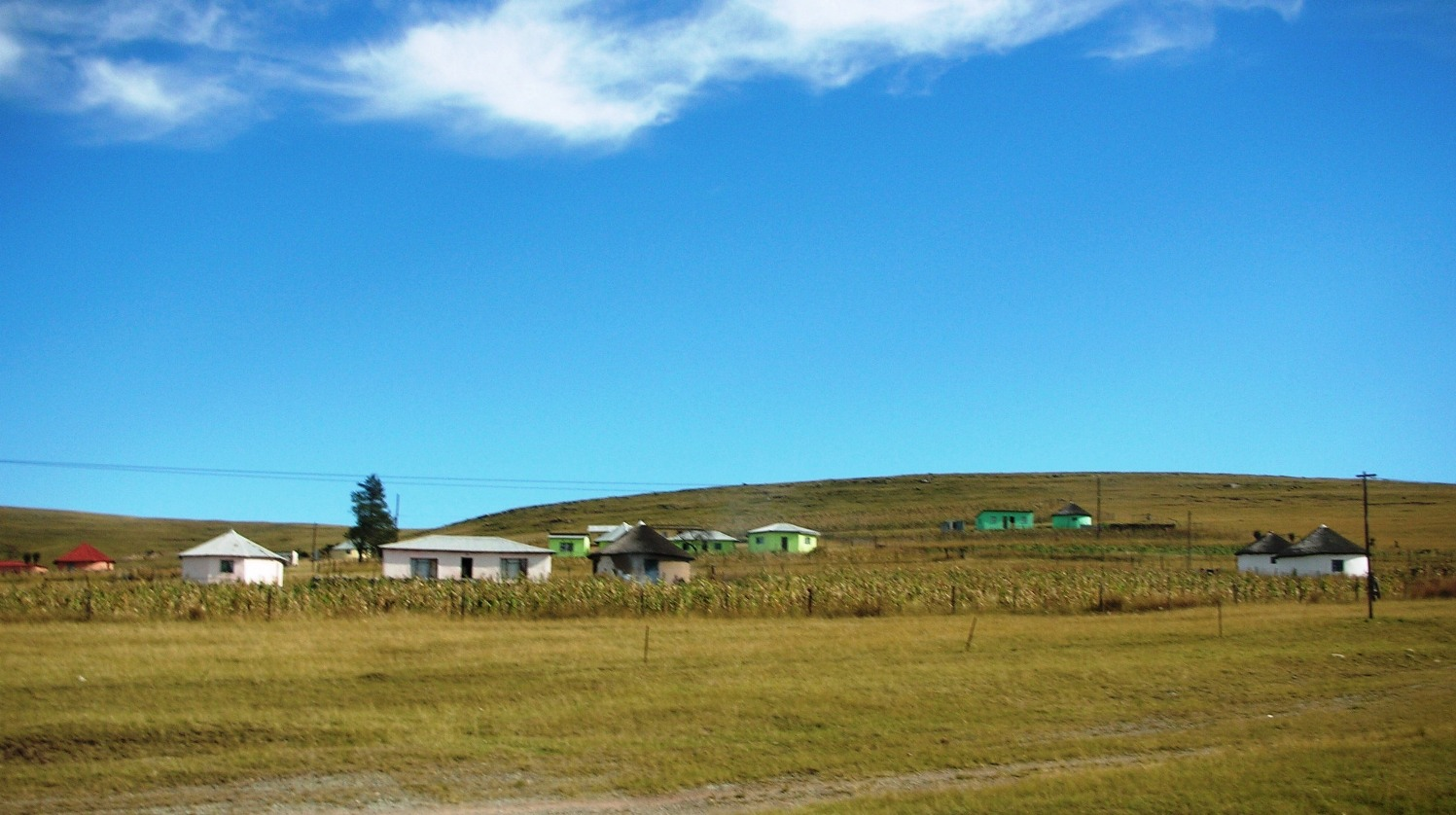
Landskap i Pondoland

Pondoland är ett område i Sydafrika vid kusten söder om Natal. Området har sitt namn efter Pondofolket, områdets ursprungsbefolkning.
Området höjer sig i terrasser upp till 1 200 meter över havet, de högre belägna delarna är skogbevuxna. Pondoland var det sista området som anslöts till Sydafrika.